# Kokořov (Žinkovy)
Kokořov je vesnice, část městyse Žinkovy v okrese Plzeň-jih v Plzeňském kraji. Nachází se asi dva kilometry severovýchodně od Žinkov. Prochází zde silnice II/230. Kokořov je také název katastrálního území o rozloze 6,71 km². V katastrálním území Kokořov leží i statek Žitín ležící nedaleko Březí a malá část obce Březí zvaná Malý Kokořov.

## Historie
První písemná zmínka o vesnici pochází z roku 1379.

## Obyvatelstvo
| Rok            | 1869 | 1880 | 1890 | 1900 | 1910 | 1921 | 1930 | 1950 | 1961 | 1970 | 1980 | 1991 | 2001 | 2011 | 2021 |
| -------------- | ---- | ---- | ---- | ---- | ---- | ---- | ---- | ---- | ---- | ---- | ---- | ---- | ---- | ---- | ---- |
| Počet obyvatel | 237  | 249  | 295  | 266  | 268  | 361  | 315  | 189  | 169  | 132  | 133  | 122  | 93   | 87   | 91   |
| Počet domů     | 29   | 33   | 41   | 39   | 42   | 46   | 63   | 52   | 47   | 45   | 46   | 49   | 47   | 49   | 51   |

## Obecní správa
Při sčítání lidu v letech 1850–1963 Kokořov byl samostatnou obcí, se kterým patřil nejprve do okresu Přeštice, ale v roce 1950 v okrese Blovice. Od roku 1964 je částí městyse Žinkovy v okrese Plzeň-jih.

## Pamětihodnosti
- Brána hospody čp. 17
- Dvůr Žitín byl sídlem vladyků z Žitína připomínaných roku 1319. Byla zde tvrz, vybavená i kaplí. Po roce 1719 byl Žitín připojen k panství Žinkovy a tvrz byla jako nepotřebná zbořena. Na jejím místě stojí patrový obytný dům.[8]